# Andrew Bingham
Andrew Russell Bingham (né le 23 juin 1962) est un homme politique du Parti conservateur britannique. Il est député de High Peak dans le Derbyshire de 2010 à 2017. Bingham est Secrétaire parlementaire privé du ministre d'État aux Forces armées, Mark Francois en juillet 2014.
Depuis novembre 2017, Bingham est à la tête du Government Car Service, qui fait partie du Department for Transport basé à Londres.

## Jeunesse
Bingham est né à Buxton et y grandit avant que sa famille ne déménage à Chapel-en-le-Frith. Il fréquente la Long Lane Comprehensive School (maintenant connue sous le nom de Chapel-en-le-Frith High School). Il travaille comme directeur dans l'entreprise de son père avant d'être élu au parlement, fournissant du matériel d'ingénierie à des entreprises du High Peak et du nord-ouest de l'Angleterre.

## Carrière politique
Bingham est élu pour la première fois au conseil de l'arrondissement de High Peak lors des élections du conseil de district de 1999, et est conseiller du quartier de Chapel West jusqu'aux élections locales de 2011. Lorsque les conservateurs prennent le contrôle du conseil en 2007, il est membre exécutif du développement social et communautaire.
Après avoir perdu par 735 voix contre le député travailliste sortant Tom Levitt aux élections générales de 2005, Bingham remporte le siège de High Peak pour les conservateurs aux élections générales de 2010. Il prononce son premier discours à la Chambre des communes le 8 juin 2010. En 2010, il est nommé membre du comité du travail et des pensions.
Bingham s'oppose à la loi pour introduire le mariage homosexuel.
En juillet 2014, Bingham est nommé au gouvernement, comme Secrétaire parlementaire privé du nouveau ministre d'État chargé des Forces armées, Mark Francois. Avant d'entrer au gouvernement, il s'est souvent rebellé dans ses votes. Il est réélu pour sa circonscription lors des élections générales de 2015 avec 45% des voix. À la suite des élections générales de 2015, il est nommé PPS auprès de Justine Greening, secrétaire d'État au développement international.
Bingham soutient le Brexit lors du référendum de 2016 sur l'Union européenne.